# Ostřice Buchananova
Ostřice Buchananova (Carex buchananii) je vytrvalá rostlina, travina, řazená do čeledi šáchorovité. Zbarvení listů druhu je považováno za dekorativní a jako okrasná rostlina je druh někdy pěstován.

## Rozšíření
Druh se přirozeně vyskytuje na Novém Zélandu. Je pěstován i v Evropě a v ČR, jako dekorativní rostlina.

## Ekologie
Roste většinou na okrajích potoků a řek.

## Popis
Víceletá trsnatá tráva dorůstající 30 až 60cm. Listy jsou tenké, typicky skořicově zbarvené, jemné, vláskovité, na konci někdy zakroucené. Druh je větrosnubný. Období květu je od června do srpna. Květenství je nenápadný klas.

## Pěstování
Ostřice Buchananova vyžaduje výsluní nebo polostín, písčité, hlinité nebo jílovité propustné půdy. V původním prostředí je běžná vyšší vzdušná vlhkost. Není vázána kyselé nebo zásadité pH. V podmínkách v ČR nevydrží více let, časem uhyne, často vymrzne. Špatně obráží, nesmí se seřezávat, suché listy se musí opatrně vyčesávat. Přes zimu je vhodnější propustná půda, sušší podmínky. V chladných podmínkách je vhodná zimní přikrývka, je spolehlivě mrazuvzdorná do -10 °C. Jsou popsáni choroby a škůdci, především mšice a rzi.
Jsou pěstovány kultivary 'Bannockburn' a 'Viridis' s jemnějšími, bledě zelenými, listy.

## Použití
Působí vzhledem uhynulé rostliny, traviny, což omezuje použití. Je vhodná pro použití ve skupinách. Je někdy používána jako velmi výrazná okrasná rostlina pro barevné kontrasty ve výsadbě dekorativních záhonů. Jen výjimečně je vhodná do volnějších partií a skalkových úprav, kde je výrazná nejen barvou, ale i charakterem růstu. Její použití je omezeno i nároky na péči. Množí se semenem, i samovolně, není invazivní.